# Nosferatu – Simfonia groazei
Nosferatum – Simfonia groazei (titlu original: în germană Nosferatu – Eine Symphonie des Grauens) este un film mut german în cinci acte, produs în anul 1922 sub regia lui Friedrich Wilhelm Murnau. Filmul este o adaptare neautorizată a romanului Dracula scris de irlandezul Bram Stoker (1847-1912). De asemenea, este unul dintre cele mai cunoscute filme expresioniste germane.

## Rezumat
Povestea este una în ramă, filmul începând cu un cronicar care povestește declanșarea ciumei în orașul Wisborg din anul 1838: vânzătorul de case Knock primește o scrisoare misterioasă de la contele Orlok prin care acesta ar dori să cumpere o casă în Wisborg. Knock, entuziasmat de scrisoare, îl trimite pe angajatul său, tânărul Hutter, în Transilvania pentru a încheia afacerea direct cu contele. Soția lui Hutter, Ellen, este îngrijorată, dar acesta nu își face griji. O lasă pe Ellen în grija prietenului său, Harding și pornește la drum.
Ajungând în Transilvania, Hutter se oprește pentru o noapte la un han, unde, la menționarea numelui Orlok, sătenii reacționează îngroziți. Ca avertizare, tânărul primește o carte despre „Vampiri”, pe care o ia în batjocură. A doua zi, o căruță îl duce prin pădurea înfricoșătoare, dar căruțașului îi e frică să-și continue drumul. Hutter va fi luat după aceea de o trăsură a contelui și dus direct la castel. Contele Orlok îl primește rece pe vizitator. În timpul cinei, tânărul se taie din greșeală la deget. La vederea sângelui, Orlok nu se poate abține și încearcă să-i sugă sângele. Dar vampirul se stăpânește și îl poftește pe Hutter la culcare. Dimineața, acesta se trezește cu urme ciudate la gât și îi scrie o scrisoare soției sale. Seara, contele vede imaginea lui Ellen în medalion și se hotărăște să cumpere conacul din Wisborg, care se află vis-a-vis de casa lui Hutter. A doua noapte, Vampirul se apropie de Hutter, pentru a-i suge sângele, dar printr-un act straniu de telepatie, strigătele în somn ale lui Ellen îl fac pe Orlok să se retragă. După aceasta, Ellen va suferi de somnambulism în fiecare noapte. Într-o seară, Hutter îl vede pe conte cum încarcă sicrie cu pământ într-o căruță și pornește cu aceasta spre port. Încărcătura macabră e pusă într-un vas cu destinația Wisborg. Între timp, Hutter evadează din castel și se grăbește spre casă. Pe vapor, contele omoară tot echipajul, așa că vasul ajunge gol în Wisborg.
Knock a fost între timp internat în azilul de nebuni, unde acuma se bucură de sosirea „stăpânului”. Hutter a reușit să revină la Ellen, dar e prea târziu: vampirul a ajuns înaintea sa și a răspândit ciuma în oraș mulțumită șobolanilor din sicrie. În Wisborg se instalează panica, iar Knock este luat drept vinovat, odată cu evadarea sa din azil. În Cartea Vampyrilor, Ellen află cum poate să îl omoare pe Orlok. Îl tentează pe vampir în camera ei după ce îl trimite pe Hutter după un doctor și urmează instrucțiunile din carte: se sacrifică, făcându-l pe vampir să piardă toată noaptea sugându-i sângele, uitând de răsărit. Când se face lumină însă, razele soarelui îl transformă pe conte în cenușă și epidemia încetează.

## Distribuție
- Max Schreck: Graf Orlok/Nosferatu
- Alexander Granach:  Makler Knock
- Gustav von Wangenheim: Thomas Hutter
- Greta Schröder: Ellen Hutter, soția lui
- Max Nemetz: Căpitan de vapor
- John Gottowt: Profesor Bulwer
- Wolfgang Heinz: Maat
- Georg Heinrich Schnell: Armator
- Ruth Landshoff: Annie, soția lui
- Gustav Botz: Profesor Sievers
- Albert Venohr: Matroz
- Hardy von Francois: Doctor
- Guido Herzfeld: Cârciumar
- Karl Etlinger: Student la Bulwer
- Heinrich Witte: Paznic în ospiciu
- Fanny Schreck: Soră medicală

## Conflictul asupra drepturilor de autor
Scenaristul Henrik Galeen a schimbat, pentru film, multe nume din romanul "Dracula": Jonathan Harker a devenit Hutter, Dracula e Orlok, Mina-Ellen, Renfield-Knock, iar locul acțiunii este Wisborg, nu Londra. De asemenea, Galeen a adăugat elementul epidemiei de ciumă transmise de vampir.
În ciuda tuturor schimbărilor, văduva lui Bram Stoker, Florence, a dat în judecată compania de filme Prana pentru nerespectarea drepturilor de autor. Stoker cerea 5000 de lire despăgubire, dar compania nu a putut să plătească deoarece filmul s-a dovedit a fi un eșec financiar. Prin urmare, în 1925, s-a decis ca toate copiile filmului să fie distruse. Unele însă au rămas. 